# Orenda
Orenda, entre os iroqueses  expressa a origem da magia. É o poder místico, a força, Aproxima-se da palavra grega thumos ou thymos, que é associada à respiração à paixão, ao desejo humano. 
A noção de orenda é uma espécie vitalismo, mais fluido do que o animismo e, provavelmente, o precede. Não há nada na natureza que não tenha orenda.